# افرای ژاپنی
افرای ژاپنی، افرای سرخ (نام علمی:  Acer palmatum) نام یک گونه از سرده افرا است.

## نگارخانه

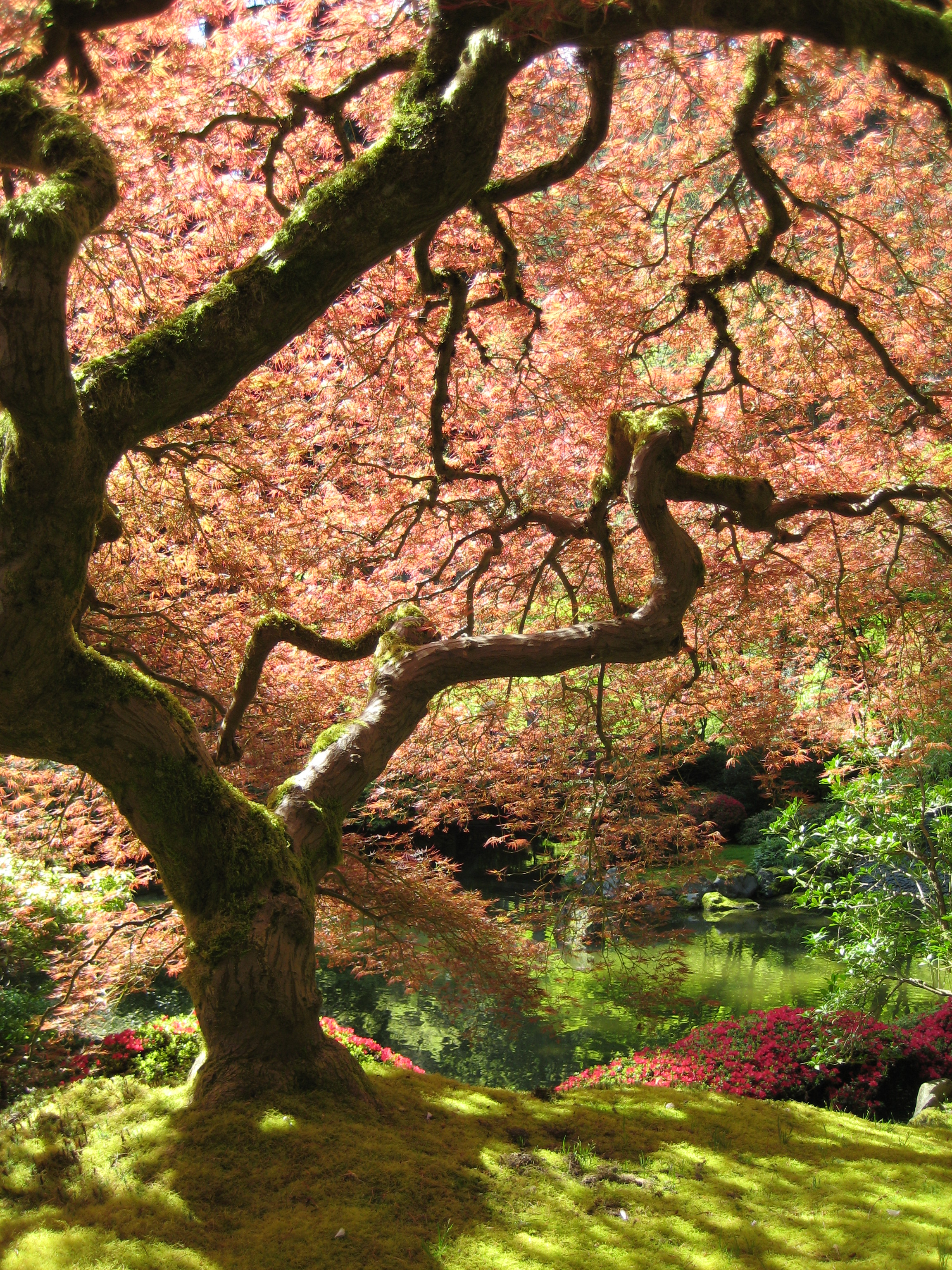
افرای ژاپنی در باغ